# 1re armée (Royaume-Uni)
Pour les articles homonymes, voir 1re armée.
La Première Armée était une formation de l'Armée britannique qui a existé pendant les Première et Seconde Guerres mondiales.

## Historique
La Première Armée était une formation de l'Armée britannique qui a existé pendant les Première et Seconde Guerres mondiales. Bien qu'unité britannique, elle a aussi inclus des forces indiennes et portugaises pendant la Première Guerre mondiale et des unités américaines et françaises pendant la Seconde Guerre mondiale.

## Première Guerre mondiale
Elle faisait partie de l'Armée britannique pendant la Première Guerre mondiale et a été formée le 26 décembre 1914 quand le Corps expéditionnaire britannique a été divisé en Première Armée sous le commandement du général Douglas Haig et en Deuxième Armée sous le commandement du général Horace Smith-Dorrien. Elle avait le 1er, le 4e et le Corps indien sous ses ordres. Elle a subi des pertes importantes à Vimy en mai 1916 alors qu'elle constituée essentiellement de quatre divisions canadiennes (52 bataillons dont 48 canadiens et 4 britanniques) et à Fromelles le mois suivant. En 1917, la Première Armée a aussi inclus le Corps expéditionnaire portugais. Elle a participé à l'offensive de 1918 qui a mis fin à la guerre.

### Chefs de la1rearmée
- 1914 – 1915 : Lieutenant-Général Sir Douglas Haig
- 1915 – 1916 : Général Sir Henry Rawlinson
- 1916 : Général Sir Charles Monro
- 1916 – 1918 : Général Sir Henry Horne

## Seconde Guerre mondiale
La Première Armée britannique faisait aussi partie de l'Armée britannique pendant la Seconde Guerre mondiale. Elle a été formée pour coordonner les armées de terre américaine et britannique qui avait débarqué dans le cadre de l'opération Torch au Maroc et en Algérie le 8 novembre 1942. Elle était commandée par le général de corps d'armée Kenneth Anderson. Elle est activée le 9 novembre 1942 quand Anderson arrive à Alger pour assurer le commandement de la Force Est.

### Chefs de la1rearmée
- juillet 1942 – août 1942 : Lieutenant-Général Edmond Schreiber
- août 1942 – juillet 1943 : Lieutenant-Général Kenneth Anderson